# Министарски савјет Краљевине Црне Горе
Министарски савјет Краљевине Црне Горе је био централни управни орган у Краљевини Црној Гори.

## Историја
Претходник Министарског савјета са улогом књажевске владе је био Државни савјет основан 1879. на Цетињу.
До 1916. било је осам предсједника Министарског савјета, а формирано укупно 14 влада. Предсједник Државног савјета од 1879. до 1905. био је у континуитету војвода Божо Петровић. Након октроисања Никољданског устава (1905) први предсједник Министарског савјета је постао Лазар Мијушковић.
Након Лазара Мијушковића (1905—1906) предсједници су били: Марко Радуловић (1906—1907), Андрија Радовић (1907), др Лазар Томановић (1907—1911), генерал Митар Мартиновић (1912—1913) и генерал Јанко Вукотић (1913—1915).
На челу посљедњег Министарског савјета у земљи налазио се опет Лазар Мијушковић (1915—1916). Почетком 1916. црногорски краљ Никола I Петровић је након војног слома у Првом свјетском рату напустио земљу и отишао у егзил у Француску.

## Састав
Према Никољданском уставу (1905) Министарски савјет је стајао на челу државне службе и непосредно под књазом господаром. Министарски савјет су састављали министри наименовани за поједине струке државне управе. Књаз је постављао и разрјешавао све министре. Једног од министара књаз је постављао за предсједника Министарског савјета. Године 1914. било је седам министара: правде, просвјете и црквених послова, унутрашњих послова, спољних послова, финансија, војни, народне привреде и грађевина.
Министри су били одговорни књазу и Народној скупштини за своја службена дјела. Они су имали право да оптуже министра:
- кад би учинио издају према отаџбини или владаоцу;
- кад би повриједио Устав;
- кад би примио мито;
- кад би оштетио државу из користољубља;
- за издавање наредбе подручним властима да повриједе одредбе изборног закона које су јемчиле црногорским држављанима слободно бирачко право;
- за намјерно спријечавање, злоупотребом своје власти, вршења закона или законодавних рјешења или извршења судских пресуда, у случајевима када се тиме наноси штета државним или приватним интересим;
- за злонамјерно подношење неистинитих извјештаја књазу или Народној скупштини, кад би услијед њих биле донесене законодавне одлуке штетне по државу.

Предлог да се министар оптужи морао се поднијети писмено и садржавати све тачке оптуживања. Кад је оптужбу чинио књаз премапотписивао би је предсједник Министарског савјета. Када је предлог оптужбе долазио из средине Народне скупштине морао је бити потписан од најмање једне трећине свих народних посланика. Ако ниједну тачку оптужбе не би примила Уставом одређена већина од двије трећине свих присутних посланика предлог оптужбе је био одбачен. Уколико би Народна скупштина ријешила да има мјеста оптужби предмет се достављао истражном одбору да поднесе тужбу Државном суду.
Оптуженом министру је судио Државни суд састављен од чланова Државног савјета и чланова Великог суда. Предсједник Народне скупштине је коцком одређивао три члана од цјелокупног броја чланова Државног савјета, а исто тако и три члана од цјелокупног броја чланова Великог суда. Тако изабраних шест лица је састављало Државни суд.